# سانتياغو لوفيل
سانتياغو لوفيل (بالإسبانية: Alberto Lovell) (23 أبريل 1912 – 17 مارس 1966) هو ملاكم أرجنتيني راحل، مثّل بلاده في الألعاب الأولمبية الصيفية 1932.

## روابط خارجية
سانتياغو لوفيل على موقع بوكس ريك (الإنجليزية) (registration required)
- سانتياغو لوفيل على موقع أوليمبيديا (الإنجليزية)